# Kaìgo
I Kaìgo sono un gruppo musicale funk italiano formato da Danny Losito e Gianluca Mosole. Il loro maggiore successo è stato l'album Con l'accento sulla ì (1997).
La formazione comprende: Danny Losito (voce), Gianluca Mosole (chitarre e tutti gli altri strumenti), Roberta Casagrande e Alessandro Balestrieri (cori).
La band esordisce nel 1996 con il singolo LA LA LA (Canta insieme a me). Nel 1997 esce l'album Con l'accento sulla ì dove si può ascoltare una versione acid jazz di Found Love dei Double Dee.
Nel 1999 esce l'album Freeabile contenente il brano Dove sei, versione riarrangiata e con testo inedito in italiano del singolo Lovely Day di Bill Withers.

## Discografia
- Con l'accento sulla ì (1997)
- Freeabile (1999)